# Daniel Chitsulo
Daniel Chitsulo (né le 7 mars 1983) est un footballeur malawite, qui joue au poste d'attaquant pour le Malawi. Il joue actuellement pour le SC Preussen Münster.